# Ngoro Oro
Ngoro Oro is een bestuurslaag in het regentschap Gunung Kidul van de provincie Jogjakarta, Indonesië. Ngoro Oro telt 3274 inwoners (volkstelling 2010).